# Station Couvin
Station Couvin is een spoorwegstation langs spoorlijn 134 (Mariembourg - Couvin) in de Belgische stad Couvin. In 1995 werd de goederenkoer gesloten.
Sinds 28 juni 2013 zijn de loketten van dit station gesloten en is het een stopplaats geworden. Voor de aankoop van allerlei vervoerbewijzen kan men bij voorkeur terecht aan de biljettenautomaat die ter beschikking staat, of via andere verkoopskanalen.
In 2019 werd de stopplaats voor 6 maanden gesloten door de slechte staat van de spoorlijn. Gedurende die periode werd de volledige spoorlijn tussen Mariembourg en Couvin vernieuwd. Ook het station werd volledig vernieuwd. De perrons werden verhoogd en integraal toegankelijk gemaakt, er kwam nieuwe verlichting, nieuwe signalisatie en nieuwe schuilhuisjes. Het station is hiermee integraal toegankelijk voor personen met een beperking.

## Treindienst
| Serie       | Treinsoort               | Route                                     | Bijzonderheden              |
| ----------- | ------------------------ | ----------------------------------------- | --------------------------- |
| S 64        | S-trein Charleroi (NMBS) | Charleroi-Centraal – Couvin               | Rijdt in het weekend 1×/2u. |
| P 7710/8710 | Piekuurtrein (NMBS)      | Couvin – Mariembourg – Charleroi-Centraal | Rijdt alleen op werkdagen.  |

## Galerij

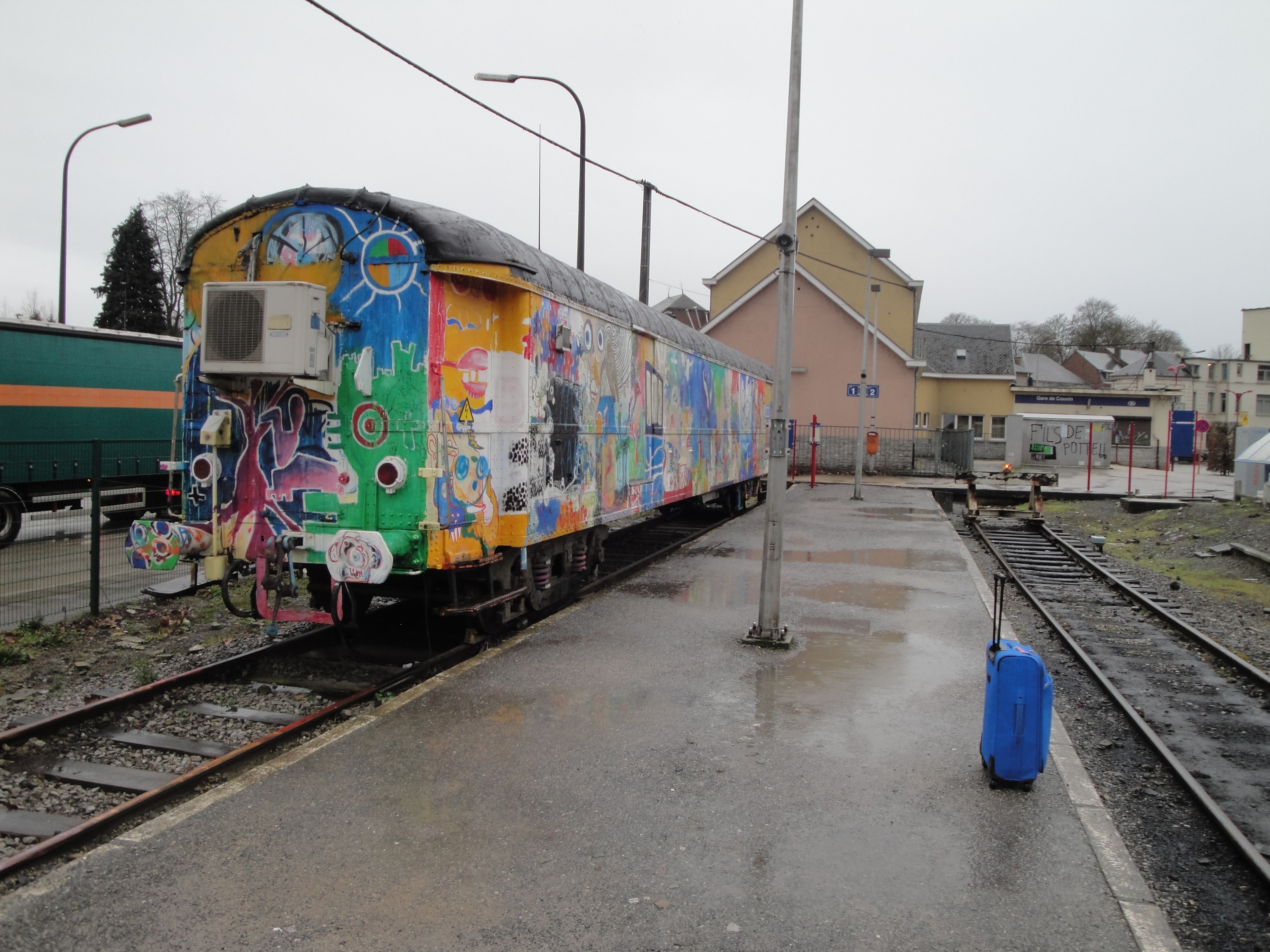
Het station in 2014
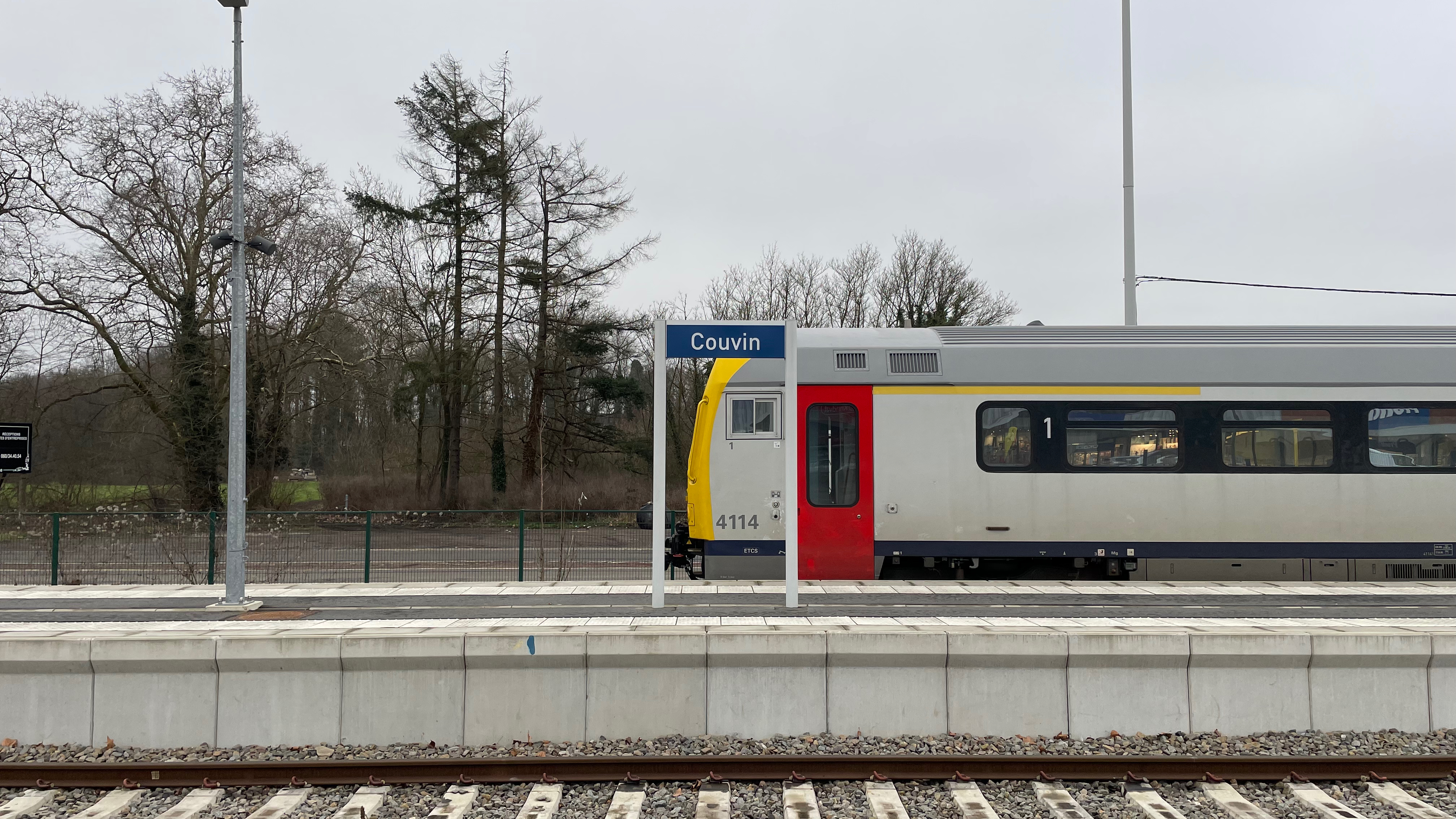
Plaatsnaambord
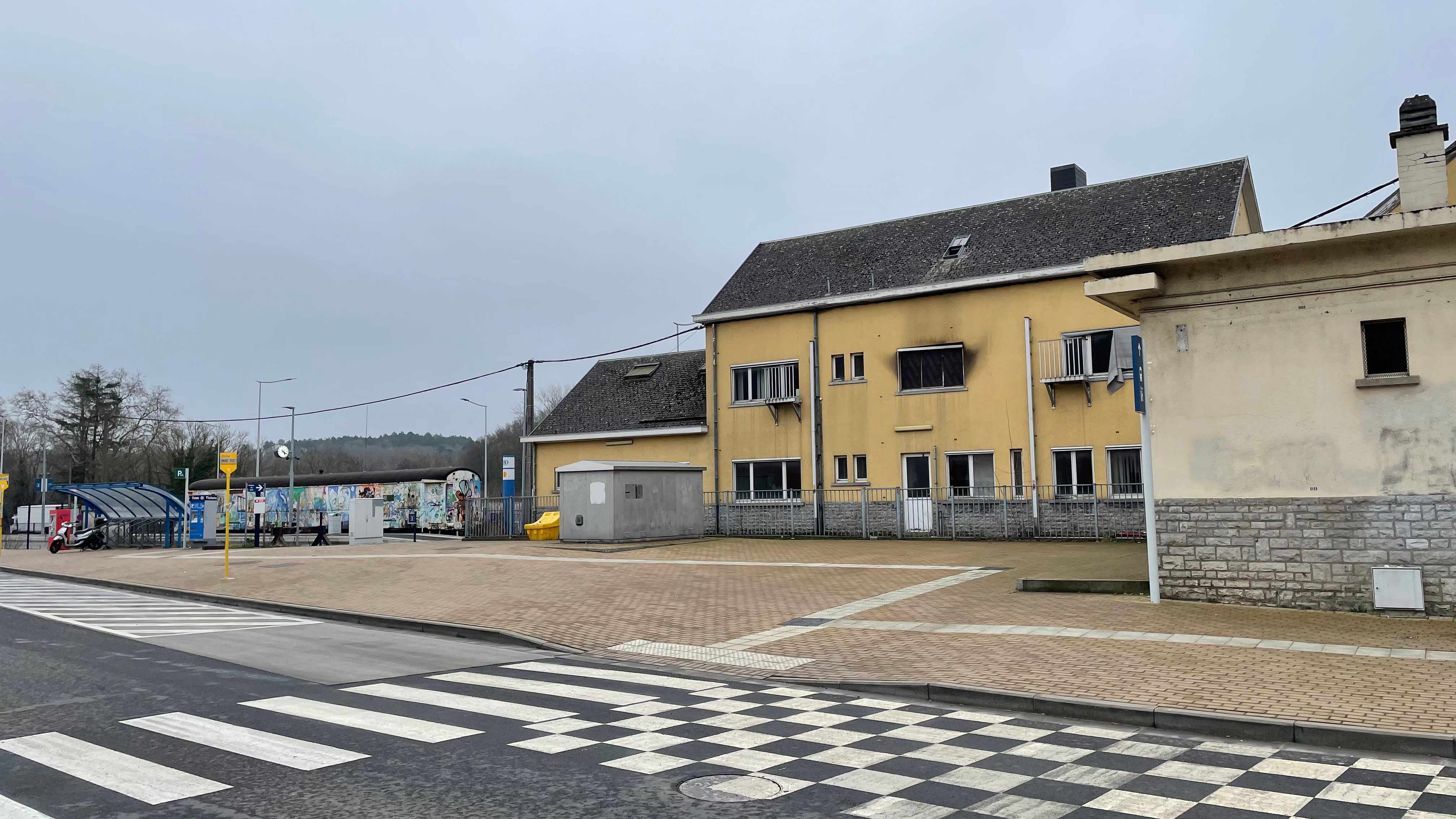
Het stationgebouw
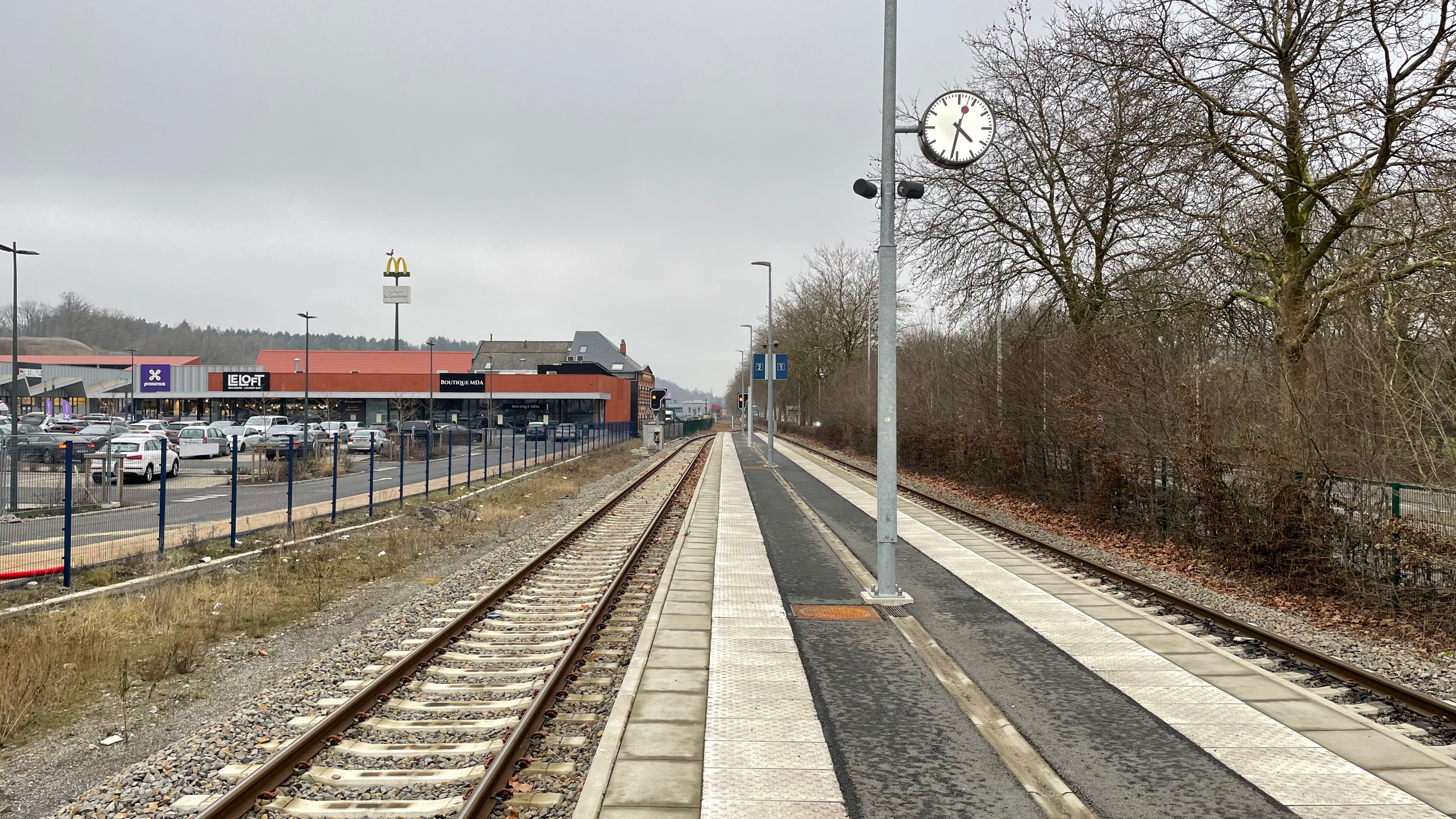
Zicht op het perron

## Reizigerstellingen
De grafiek en tabel geven het gemiddeld aantal instappende reizigers weer op een week-, zater- en zondag.
| Tabel: aantal instappende reizigers station Couvin | Tabel: aantal instappende reizigers station Couvin | Tabel: aantal instappende reizigers station Couvin | Tabel: aantal instappende reizigers station Couvin |
|                                                    | Weekdag                                            | Zaterdag                                           | Zondag                                             |
| -------------------------------------------------- | -------------------------------------------------- | -------------------------------------------------- | -------------------------------------------------- |
| 1984                                               | 210                                                | 104                                                | 201                                                |
| 1985                                               | 275                                                | 87                                                 | 178                                                |
| 1986                                               | 235                                                | 60                                                 | 144                                                |
| 1987                                               | 249                                                | 116                                                | 219                                                |
| 1988                                               | 260                                                | 108                                                | 179                                                |
| 1989                                               | 276                                                | 109                                                | 203                                                |
| 1990                                               | 285                                                | 123                                                | 202                                                |
| 1991                                               | 285                                                | 123                                                | 209                                                |
| 1992                                               | 249                                                | 115                                                | 233                                                |
| 1993                                               | 248                                                | 94                                                 | 179                                                |
| 1994                                               | 339                                                | 130                                                | 206                                                |
| 1995                                               | 257                                                | 116                                                | 188                                                |
| 1996                                               | 239                                                | 109                                                | 99                                                 |
| 1997                                               | 261                                                | 80                                                 | 200                                                |
| 1998                                               | 281                                                | 95                                                 | 246                                                |
| 1999                                               | 220                                                | 58                                                 | 175                                                |
| 2000                                               | 258                                                | 96                                                 | 179                                                |
| 2001                                               | 213                                                | 60                                                 | 165                                                |
| 2002                                               | 229                                                | 70                                                 | 128                                                |
| 2003                                               | 275                                                | 102                                                | 202                                                |
| 2004                                               | 291                                                | 88                                                 | 147                                                |
| 2005                                               | 337                                                | 96                                                 | 144                                                |
| 2006                                               | 344                                                | 152                                                | 236                                                |
| 2007                                               | 322                                                | 74                                                 | 110                                                |
| 2008                                               | -                                                  | -                                                  | -                                                  |
| 2009                                               | 343                                                | 86                                                 | 202                                                |
| 2010                                               | -                                                  | -                                                  | -                                                  |
| 2011                                               | -                                                  | -                                                  | -                                                  |
| 2012                                               | 332                                                | 89                                                 | 230                                                |
| 2013                                               | 363                                                | 109                                                | 189                                                |
| 2014                                               | 325                                                | 68                                                 | 151                                                |
| 2015                                               | 299                                                | 80                                                 | 126                                                |
| 2016                                               | 272                                                | 87                                                 | 164                                                |
| 2017                                               | 252                                                | 113                                                | 250                                                |
| 2018                                               | 248                                                | 87                                                 | 219                                                |
| 2019                                               | 134                                                | 28                                                 | 29                                                 |
| 2020                                               | 174                                                | 92                                                 | 96                                                 |
| 2021                                               | -                                                  | -                                                  | -                                                  |
| 2022                                               | 223                                                | 127                                                | 201                                                |
| 2023                                               | 267                                                | 101                                                | 158                                                |
| 2024                                               | 256                                                | 115                                                | 200                                                |

0,0: Mariembourg ·
3,0: Frasnes-lez-Couvin ·
5,5: Couvin